# هاشم الشيخ (لاعب كرة قدم)
هاشم الشيخ لاعب كرة قدم سعودي.
لعب سابقاً في نادي جدة ونادي الانتصار ونادي رضوى.